# 책의 사람들

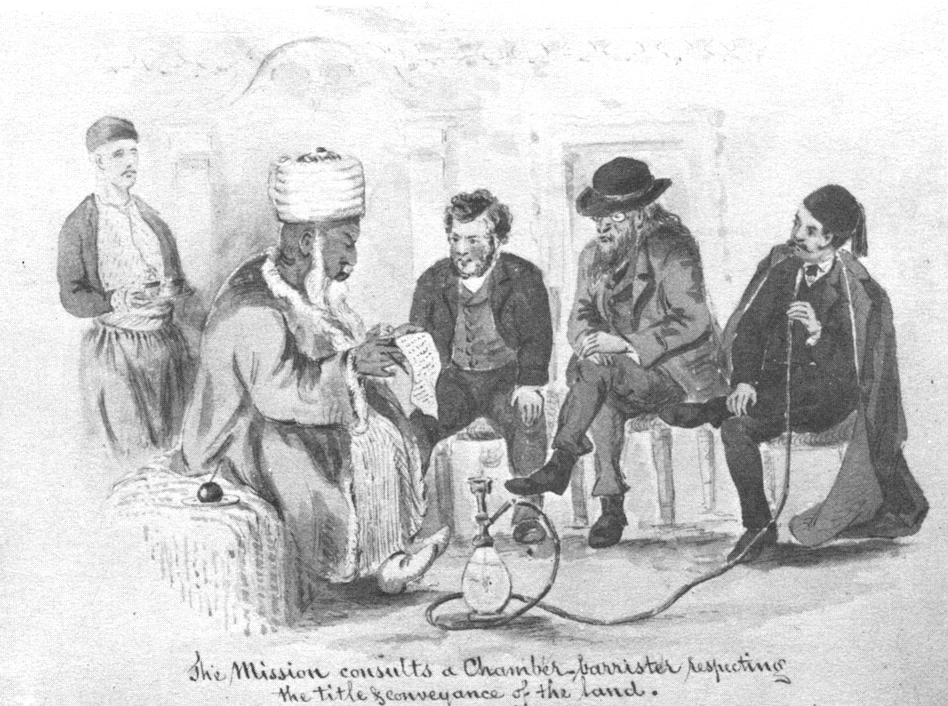
다양한 종교를 가진 사람들의 그림

책의 사람들(아랍어: أهل الكتاب)은 꾸란에 따르면 이교도를 지칭하는 것으로서 구체적으로는 기독교인과 유대인을 지칭한다. 무함마드가 나타나기 전에 신의 계시를 받은 자들이라는 의미도 지닌다. 유대교에서 지칭하는 모세 5경과 성경에 나타나는 구약성서를 가리킨다고 볼 수 있다.
이슬람 문명에서 무슬림의 성서인 꾸란은 신의 진실하고 영속적인 메시지를 담당하는 것이다. 책의 사람들이 신을 아브라함의 자손이며 무슬림과 같다고 설명했기 때문에 책에서 서술한 믿음은 신성한 의식과 관용 그리고 자치적인 통치로 규정된다. 이에 따라 규정되는 것이 이슬람 율법인 샤리아이다.
유대교에서 "책의 사람들" (히브리어: עם הספר, Am HaSefer)이란 상당 부분 유대인과 토라에 해당하는 것으로 유대교 율법과 탈무드를 가리킨다. 유대교 전통상 타종교와의 관계는 본질적으로 거론되지 않는다.

## 정의
고전적인 이해법에 따르면 책의 사람들은 다음과 같은 특징을 가진 사람들에 해당한다.
- 유일신 종교(일신교, Tawhid)
- 사후 세계와 최후의 심판, 천국, 천사의 존재에 대해 믿어야 한다.
- 사탄과 지옥에 대해 인식하고 있으며 종말론과 흡사한 지식에 대해 인지하고 있다.
- 모세와 같은 여러 선지자 및 예언자가 있다.
- 창조와 관련된 이야기에 대해 믿음이 있으며 에덴 동산과 아담과 이브에 대해 믿는다.

"책의 사람들"이라는 명칭 자체는 아브라함 후대에 생겨난 세 종교인 기독교와 유대교, 이슬람 중에서 이슬람교보다 더 오랜 종교의 추종자를 가리킨다. 이는 사비아 사람과 사마리아인을 포함할 수 있다.
수많은 초기 이슬람 율법가들은 조로아스터교에 대해서도 "책의 사람들"이란 칭호를 신도들에게 부여해야 한다고 생각했는데 조로아스터교는 학자들에 따르면 기원전 1000-6000년 정도에 만들어져 기독교와 이슬람보다 역사가 오래됐다. 종말론과 천국과 지옥에 대해 규정하고 있으며 아담과 이브, 모세에 대한 공식적 언급이 없다. 대부분 시아파 무슬림교 신자들은 이 의견에 따르고 있다.
일반적으로 "책의 사람들"이란 이슬람교보다 전부터 존재하던 종교만이 해당하는 것이다. 이는 예언자 무함마드가 이슬람을 예언자의 봉헌이자 약속으로 믿었으며 신이 직접 보낸 마지막 예언자로 불렸기 때문이다. 이는 이슬람교보다 늦게 나타났다면 아브라함과 연관이 있고 모든 요소를 갖췄다 해도 "책의 사람들"에 해당하지 않는다는 것을 의미한다.
힌두교에 대해서는 여러 의견이 갈리고 있는데 힌두를 의미하는 단어 자체가 아랍어 Al-Hind에서 유리했기 때문이다. 힌두교는 인도에서 가장 많은 신도를 확보하고 있는데 이슬람 세력이 인도에 정착해 확장에 나서면서 초기 규정의 변경이 필요해졌다. 일부는 무쉬리킨(mushrikeen)으로 불렸다. 그러나 힌두교에서는 다신교이고 믿음이 다양하며 일신교, 다신교, 만유내재신론 등으로 다양해서 차이가 있다.
시크교는 해당하지 않는데 악마와 천사, 아담과 이브에 대한 개념을 거부하기 때문이다. 무함마드 이전부터 존재했던 종교이기는 하다.
불교는 명확하게 신의 개념을 밝히고 있지 않으며 일신교적 관념에 반하는 내용도 있다. 윤회설에 대한 내용이 있어 사후 세계로 끝나는 것이 아니고 창조의 관점에서 신을 인지하지 않아 "책의 사람들"에는 해당하지 않는다.

## 같이 보기
- 샤리아
- 딤미